# Zalha
Zalha – wieś w Rumunii, w okręgu Sălaj, w gminie Zalha. W 2011 roku liczyła 257 mieszkańców.